# Duc d'Albemarle
Pour l’article homonyme, voir Liste des comtes et ducs d'Aumale.
Le titre de duc d'Albemarle (Albamarla est le nom en latin médiéval de la ville normande d'Aumale) a été créé deux fois dans la pairie d'Angleterre, s'éteignant faute de descendance à chaque fois. Le titre  fut « créé » une troisième fois par Jacques II, alors en exil, pour Henry FitzJames. Cette création n'est pas considérée comme étant officielle. Il y a aussi eu des comtes d'Albemarle.
Le titre fut créé pour Édouard d'York en 1397 par son cousin Richard II. Étant proche de celui-ci, il ne fut pas en faveur après l'usurpation d'Henri IV, et fut dépossédé de son titre en 1399. En 1400, il participa à une conspiration contre le roi, mais il dénonça ses comparses. En 1402, il succéda à son père en tant que comte de Cambridge et duc d'York. Il mourut à la bataille d'Azincourt (1415).
George Monck reçut ce titre en récompense de Charles II pour ses services décisifs dans sa restauration au trône d'Angleterre. Il fut aussi élevé aux titres de baron Monck, comte de Torrington, et il reçut une pension de 7 000 livres sterling par an; une fortune immense à cette époque. Son fils Christopher lui succéda, mais le titre s'éteint faute de descendant.

## Première création (1397)
- 1397-1399 : Édouard d'York (vers 1373 – 1415), comte de Rutland (1390) et de Cambridge, duc d'York. Petit-fils d'Édouard III.

## Seconde création (1660)
- 1660-1670 : George Monck (1608 – 1670)
- 1670-1688 : Christopher Monck (1653 – 1688). Fils du précédent.